# بلبل منتفخ الحنجرة
بلبل منتفخ الحنجرة (الاسم العلمي: Alophoixus pallidus) (بالإنجليزية: Puff-throated Bulbul)‏ هو نوع من الطيور يتبع جنس البلبل الذهبي من فصيلة البلابل.